# Маріо Левреро
Хорхе Маріо Варлотта Левреро (ісп. Jorge Mario Varlotta Levrero, Монтевідео, 23 січня 1940 — Монтевідео, 30 серпня 2004), більш відомий як Маріо Левреро — уругвайський письменник, фотограф, продавець книг, автор коміксів, оглядач, гуморист, творець кросвордів та ігор-головоломок. В останні роки життя керував літературною майстернею.

## Біографія
Маріо Левреро прожив більшу частину свого життя у своєму рідному місті, Монтевідео, з більш-менш тривалими періодами проживання в інших містах Уругваю (Піріаполіс, Колонія), або в Буенос-Айресі, Росаріо та Бордо (Франція).
Він працював книготорговцем у La Guardia Nueva, старому книжковому магазині, який він створив разом зі своїм другом і партнером Хорхе Каліфрою в 1959 році на вулиці Соріано в його рідному місті. Назва книжкового магазину вшановує однойменний танго-клуб, який він відвідував у молодості. Протягом шістдесятих років він зберігав великий інтерес до кіно та фотографії. Він зняв кілька домашніх фільмів з Каліфрою і присвятив себе фотографу-аматору, заснувавши лабораторію в одній із кімнат свого будинку. З 1969 по 1971 рік він працював головним чином як гуморист у Misia Dura — щотижневому додатку до El Popular, газети, пов'язаної з комуністичною партією, а у вісімдесятих — у різних журналах в Уругваї та Аргентині. Він також був редактором розважального журналу, а в останні роки життя керував літературною майстернею.

## Стиль
Літературний стиль Левреро відчуває вплив наукової фантастики та детективного жанру; гумору та комічної розповіді. Незважаючи на це, його важко віднести до одного з уже згаданих жанрів.

### «Рідкісний»
Уругвайський критик Анхель Рама зараховує його до групи «рідкісних», типово уругвайської течії авторів, яких неможливо віднести до жодної впізнаваної течії, хоча вони тяжіють до свого роду м'якого сюрреалізму. Фелісберто Ернандес, Армонія Сомерс, Хосе Педро Діас і сам Левреро є основними представниками цієї течії, хоча останній був набагато молодшим за інших і пережив їх усіх. З нинішніх авторів можна було б включити молодших за Левреро, Марозу ді Джорджіо чи Феліпе Поллері, який є продовжувачем, який найближче підходить до цієї категорії.
У межах уругвайської традиції Левреро більше схожий на Фелісберто Ернандеса, ніж на решту «дивних». Що стосується іноземних посилань, присутніх у літературі Левра, за винятком певної кафкіанської атмосфери, яка просякнула першу частину його твору (з La Ciudad), їх можна було знайти лише подібними до робіт деяких найбільш нетипових сюрреалістів, зокрема Леонори Керрінгтон.
Автори групи «рідкісних» мають властивість «самоскасування», тобто не сформували літературної течії послідовників свого стилю, і кожен є унікальністю у своєму жанрі. Однак у випадку Левреро існує широкий спектр більш-менш молодих письменників, які заявляють, що завдячують стилю вчителя, але загалом вони є учнями його майстерень, і вони більше завдячують його методиці викладання, ніж його літературі. серед його учнів Пабло Сільва Олазабаль і Хосе Мігель Бускетс Аполіто.

### Сингулярність
Навіть у «дивній» групі Левреро унікальний у своїй підготовці та стилі. Його твори відчувають сильний вплив популярної літератури. У підлітковому віці він був пристрасним читачем наукової фантастики: Айзека Азімова, Річарда Метісона, Брайана Олдіса та Рея Бредбері, а також детективної літератури: Реймонда Чандлера, Честера Гаймса та Ерла Стенлі Ґарднера.
У його творчості є сильне інтроспективне покликання, яке, якщо розглядати його в цілому, дає ідею певного типу ескалації від найбільш наративного до найбільш буденного. Автор пояснює це в інтерв'ю, кажучи, що ненавмисно протягом трьох десятиліть його література йшла шляхом, який проходить від колективного несвідомого, відображеного в його перших романах, через підсвідомість, поки воно не з'являється у свідомості та дозволяє йому описати те, що відбувається зовні самого себе.
Цей аналіз його роботи в цілому означає, що, незважаючи на те, наскільки різними є її різні фази, ціле набуває зв'язності, яка збагачує значення кожної книги загалом. Іншою характеристикою творчості Левра, результатом його майже маніакально точного використання мови, є її оманлива простота. За винятком деяких надто експериментальних історій, уся його робота читається з плинністю, яка іноді приховує складність значень, які можна витягти з кожного тексту окремо або в цілому.
У 2016 році його книга La novela luminosa була обрана, за версією іспанської преси, на шостому місці як один із найкращих романів іспанською мовою за останні 25 років.

### Майстерня
Більше двадцяти років він викладав письменницькі майстерні в Іспанії, а пізніше в Уругваї. Вперше він присвятив себе цьому в Буенос-Айресі після роботи у видавництві головним редактором журналів. В інтерв'ю, даному того самого року, коли він помер, письменник розповідає про свій досвід у майстерні та пояснює, що відбулася трансформація способу роботи, яка полягала в переході від ігор, заснованих на словах та іноземних текстах, до роботи з тим, що він вважає сировиною літератури. У цьому інтерв'ю письменник розповідає про своє бачення мистецтва та літератури. У ньому він висвітлює роботу, яку письменник повинен виконати зі своїм несвідомим, щоб знайти свій особистий стиль.

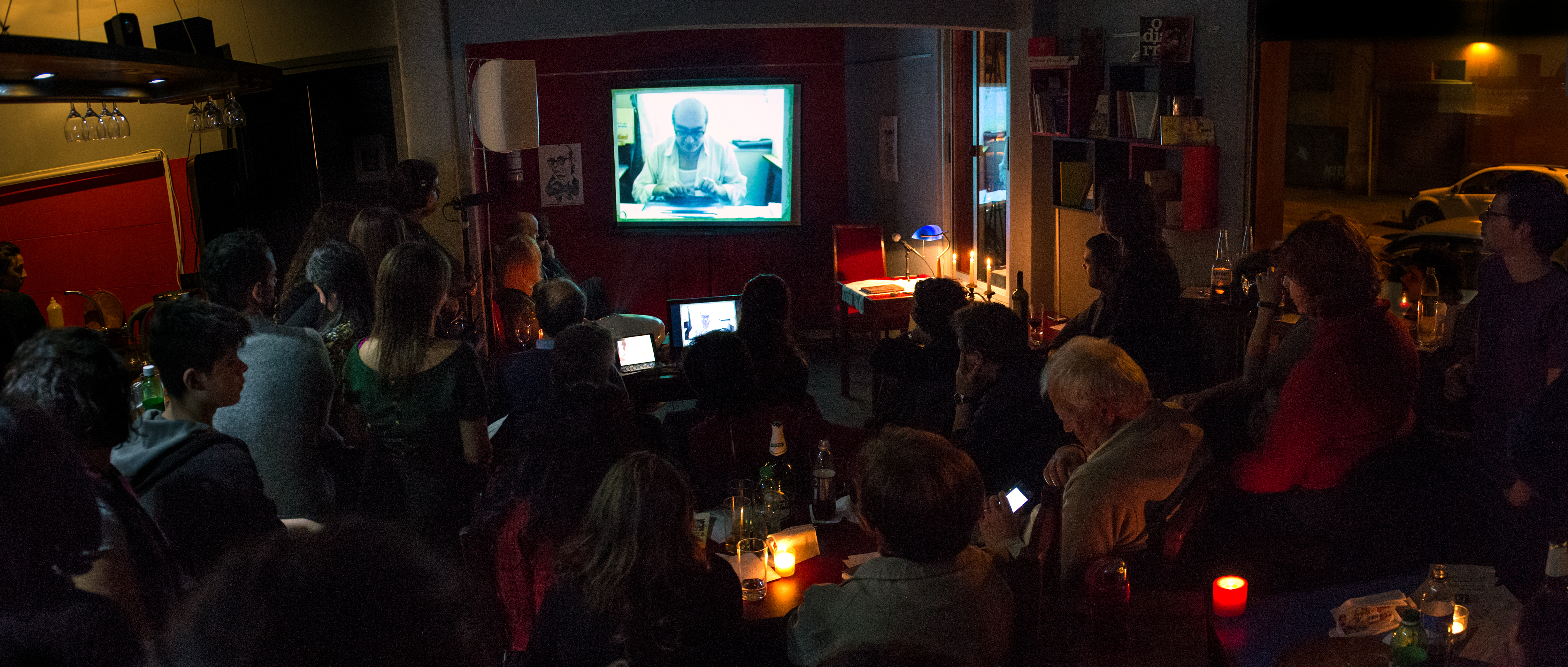
Вшанування Маріо Левреро через десять років після його смерті, організоване письменницею Габріелою Онетто навколо теми мрій або всесвіту мрій. Відбувся в кафе Deshoras 30 серпня 2014 року, Монтевідео, Уругвай.

## Творчість
Левреро почав друкуватися наприкінці 1960-х років у видавництвах Монтевідео та Буенос-Айреса. Його творчість складається майже з рівних частин романів, як правило, не дуже довгих, і збірок оповідань, дуже різноманітних за розміром. Є третя сфера — його останні книжки, — які для зручності називаються романами, але вони є скоріше окремим жанром, середнім між есе, оповіданням і мемуарами.
У панорамі сучасної уругвайської літератури Левреро постає останнім культовим автором ХХ століття. Його слава зросла з 1980-х років, але, як це не парадоксально, він завжди залишався дуже скромним. Він створив зростаючу групу послідовників як в Уругваї, так і в Аргентині, але ніколи не досяг великого суспільного визнання, за винятком стипендії Гуггенхайма в 2000 році, яка дозволила йому присвятити себе написанню La novela luminosa. Цей щоденник-оповідання та його попередник El discurso vacío через їх складну складність вважаються його найкращими творами.
Але інші читачі віддають перевагу, через їхню автономну розробку, його романам із так званої мимовільної трилогії: Місто, Париж і Місце. Усі троє зосереджені на місті, вони написані від першої особи, тобто, як і всі їхні оповіді, і описують відчуття пастки у формі сну (і німого фільму), типове для відчуття «ізольованості», яку викликають майже всі їхні історії. І, зрештою, книжки з некласифікованими та надзвичайно напруженими історіями — «Мисляча машина в Гледіс» і «Весь час».

### Маріо Левреро в сучасному мистецтві

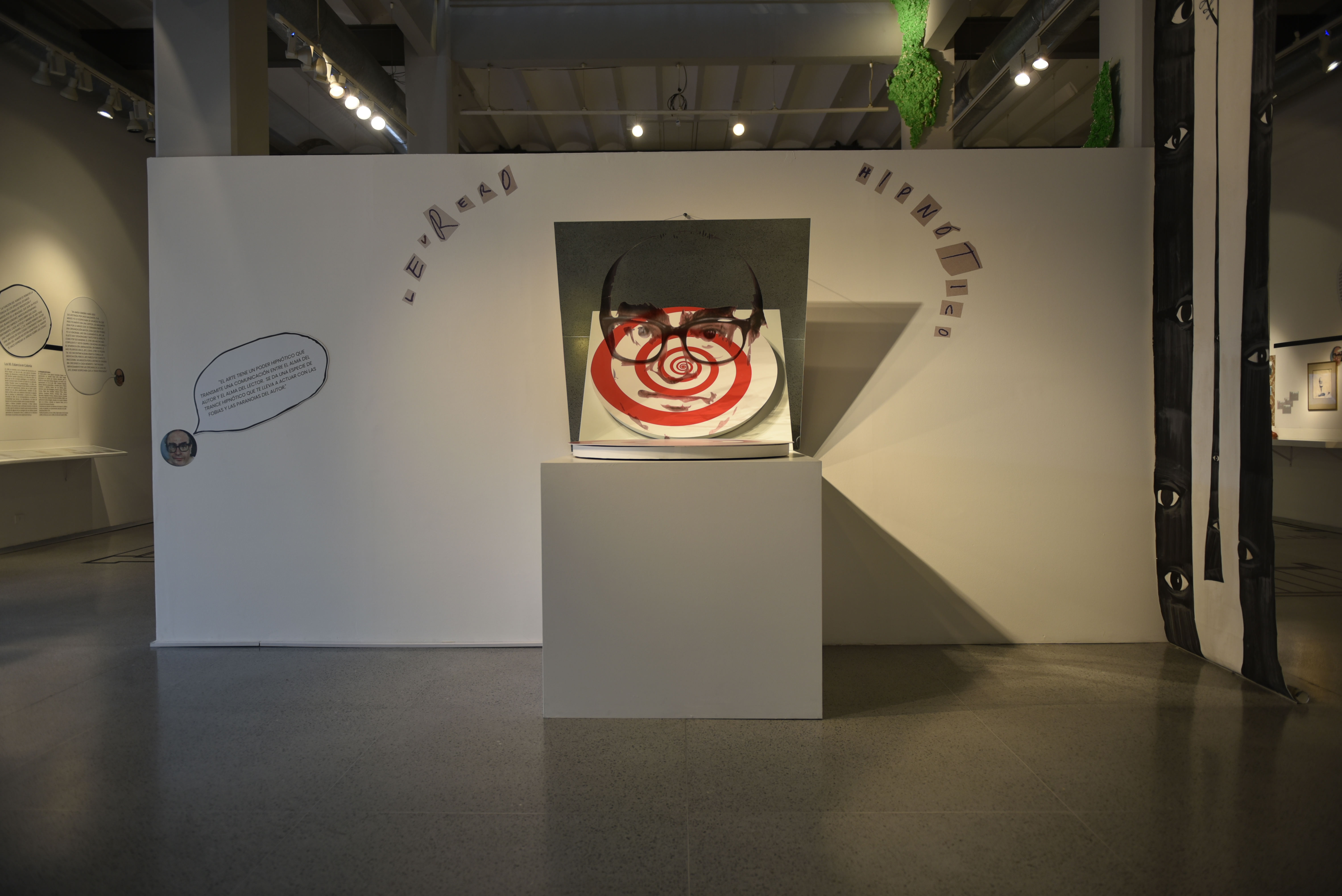
Вхід на виставку Levrero Hypnótico в Культурному центрі Іспанії в Монтевідео

З 13 грудня 2019 року по 30 травня 2020 року Культурний центр Іспанії в Монтевідео представляє виставку Hypnotic Levrero, кураторами якої є Рікардо Рамон Ярне, доктор мистецтвознавства, директор центру, і доктор літератури, латиноамериканець Матіас Нуньєс. Базуючись на розумінні Левром літератури як форми «гіпнозу», виставка створює розріджене та сноподібне середовище, типове для декорацій, які з'являються у творах автора. У цьому сценографічному просторі, встановленому на плані в масштабі 1/1 його квартири за адресою Calle Bartolomé Mitre 1376 у Монтевідео (де він продовжив написання La novela luminosa), розміщені його ілюстрації, фотографії та фільми, а також створені ним особисті речі входять його автофіктивні романи, а також факсимільні копії рукописів його творів, досліджені Службою документації та архіву Інституту літератури факультету гуманітарних і педагогічних наук Уделара. Результатом стала мультидисциплінарна та інтерактивна виставка за участю таких художників, як Альфальфа, Браян Маккерн, Дієго Б'янкі, Гільєрмо Іфран, Хорхе Ріссо, Леандро Ерліх, Лізан, Мануель Еспінола Гомес, Маріанелла Морена, Ерменегільдо Сабат, Соня Пулідо, Тола Інверніцці, Валентина Лопес Альдао та Віктор Кастро.

## Доробок

### Романи
- 1970: Місто
- 1972: Щоденник негідника / Бордо, 1972
- 1980: Париж
- 1982: Місце
- 1987: Фауна / Переміщення
- 1989: Банда сороконіжок
- 1995: Нік Картер (розважається, поки читача вбивають, а я помру)
- 1996: Душа Гарделя
- 1996: Порожня мова
- 1998: Залиште все в моїх руках
- 2005: Яскравий роман
- 2008: Мимовільна трилогія (поєднує Місто, Париж і Місце)

### Оповідання
- 1970: Мисляча машина в Гледіс
- 1982: Весь час
- 1983: Солонуваті води
- 1986: Мертві
- 1987: Вільні простори
- 1992: Воротар та ін
- 2001: Оскільки ми є
- 2003: Вогняні колісниці
- 2019: Повні історії

### Комікси
- 1986: Свята людина / I (ілюстрації Лізана)
- 1988: Професіонали (ілюстрації Лізана)
- 2016: Колекція коміксів Хорхе Варлотта

### Інше
- 1978: Довідник з парапсихології
- 1986: Полювання на кроликів
- 2001: Зриви І
- 2001: Зриви II

## Праці,присвячені життю та творчості Левреро
- 2008: Conversaciones con Mario Levrero (de Pablo Silva Olazábal; epílogo de Ignacio Echevarría)
- 2008: Realismos del simulacro: imagen, medios y tecnología en la narrativa del Río de la Plata (de Jesús Montoya Juárez)<sup id="mw-A">4</sup>
- 2009: Intrusismos de lo real en la narrativa de Mario Levrero (de Jorge Olivera)<sup id="mw_A">5</sup>
- 2013: La máquina de pensar en Mario. Ensayos sobre la obra de Levrero (de Ezequiel De Rosso)
- 2015: Errante en las moradas interiores. Autoficción y performance en la obra de Mario Levrero (de Matías Núñez)
- 2016: Escribir Levrero. Intervenciones sobre Jorge Mario Varlotta Levrero y su literatura (de Carolina Bartalini)
- 2018: Maestros de la escritura (de Liliana Villanueva)[19]
- 2021: La resistencia autobiográfica de Mario Levrero: compromiso versus autoficción en sus diarios, de Álvaro Luque Amo, en Anales de Literatura Hispanoamericana, 2021. Enlace web.